# Lucky Cisco Kid
Lucky Cisco Kid è un film del 1940 diretto da H. Bruce Humberstone.
È un western statunitense con Cesar Romero, Mary Beth Hughes e Dana Andrews. È incentrato sul personaggio di Cisco Kid creato da O. Henry.

## Produzione
Il film, diretto da H. Bruce Humberstone su una sceneggiatura di Robert Ellis e Helen Logan e un soggetto di Julian Johnson, fu prodotto da Sol M. Wurtzel per la Twentieth Century Fox Film Corporation e girato nei 20th Century Fox Studios a Century City, Los Angeles dal 26 febbraio al marzo 1940. Il titolo di lavorazione fu Rogue of the Rio Grande.

## Distribuzione
Il film fu distribuito negli Stati Uniti dal 28 giugno 1940 al cinema dalla Twentieth Century Fox.
Altre distribuzioni:
- in Brasile (Bandoleiro da Sorte)
- in Grecia (Mexikaniki ekdikisis)